# Louis Dubois du Bais
Louis-Thibaut Dubois-Dubais, né le 13 avril 1743 à Cambremer (Calvados) où il meurt le 1er novembre 1834, est un homme politique français.

## Biographie
Dubois-Dubais s'engage dans l'armée, où il sert pendant vingt-huit ans dans les gardes du corps et les gardes de la Manche. Capitaine de cavalerie dans la Maison du Roi et chevalier de Saint-Louis au moment de la Révolution, il s'engage en publiant une brochure intitulée : Mon opinion motivée ou Vœu d'un gentilhomme normand à la noblesse normande, dans laquelle il affirme qu'« il s'agit de régénérer un grand empire, il s'agit de réédifier l'édifice politique de la monarchie française sur une base immuable, qui fixe imperturbablement les droits du monarque et de ses sujets ».

### Mandat à la Législative
Dubois-Dubais est administrateur du département du Calvados lorsqu'il en est élu député, en septembre 1791, le deuxième sur treize, à l'Assemblée nationale législative. Il est élu, au début de la session parlementaire, suppléant au Comité Diplomatique. Il vote en faveur des mises en accusation de Bertrand de Molleville, ministre de la Marine, et du marquis de Lafayette. 

### Mandat à la Convention
En septembre 1792, Dubois-Dubais est réélu député du Calvados à la Convention nationale, le deuxième sur treize de nouveau. Il est élu membre du Comité de Division au début de la session parlementaire. 
Il siège sur les bancs de la Plaine. Lors du procès de Louis XVI, il vote la mort en se prononçant en faveur de l'appel au peuple et du sursis. Il est absent lors du scrutins sur la mise en accusation de Marat et sur le rétablissement de la Commission des Douze. 
Dubois-Dubais est en effet envoyé en mission en avril 1793 auprès de l'armée du Nord aux côtés de Briez, Carnot, Delbrel, Duhem, Duquesnoy, Gasparin et Roux-Fazillac, sa mission est confirmée en mai et terminée en juillet. Il effectue une seconde mission entre nivôse et prairial an III (entre janvier et juin 1795) dans les départements de l'Orne et la Sarthe. 
Au milieu de frimaire an III (début décembre 1794), Dubois-Dubais est secrétaire de la Convention aux côtés de Girot-Pouzol et de « Le Tourneur de la Manche » sous la présidence de Reubell.
Rappelé le 29 prairial an III (17 juin 1795), il fait adopté, le 2e jour complémentaire an III (18 septembre 1795), un décret relatif à la police militaire, puis, le 1er vendémiaire an IV (23 septembre 1795), un projet renvoyant les Chouans devant les commissions instituées par ce décret, qui laisse à l’appréciation du juge la possibilité d’atténuer la peine encourue et établit la majorité des deux tiers pour la condamnation à la peine capitale.

### Sous le Directoire
Le 22 vendémiaire an IV (14 octobre 1795), il est élu par 270 voix sur 392 votants député du Calvados au Conseil des Cinq-Cents, où il s’oppose aux royalistes du Club de Clichy et demande l’institution d’un conseil militaire pour juger les chefs de bandes royalistes. Le 23 germinal an VI (12 avril 1798), il est élu par 275 voix sur 390 votants au Conseil des Anciens, où il combat le projet de réforme de la garde nationale proposé par Pichegru. Élu successivement secrétaire puis président de cette assemblée, il apporte son soutien au coup d'État du 18 brumaire.

### Sous le Premier Empire et après
Envoyé en mission dans les quatre départements de la rive gauche du Rhin, il entre au Sénat conservateur le 3 nivôse an VIII (24 décembre 1799), est nommé membre de la Légion d'honneur le 9 vendémiaire an XII (2 octobre 1803) et commandant le 25 prairial (14 juin), reçoit la sénatorerie de Nîmes le 2 prairial (22 mai) et devient comte de l'Empire le 20 juillet 1808.
En 1814, il participe à la formation du gouvernement provisoire et se rallie aux Bourbons. Pendant les Cent-Jours, il approuve l’Acte additionnel. À la Restauration, atteint par la loi du 12 janvier 1816 contre les régicides, il s’exile à Liège où il vit deux ans chez des personnes alliées à sa famille, avant d’être rappelé en 1818 par le gouvernement, qui admet que la loi ne lui est pas applicable.
Retiré dans sa propriété du Bois, près de Cambremer, il y meurt à l’âge de 91 ans.

## Publications
Membre de l’Athénée des Arts et de plusieurs sociétés savantes, Dubois-Dubais est l’auteur de plusieurs ouvrages publiés :
- Le Retour de l’Empereur des Français et roi d’Italie, discours, 1807
- Mémoire pour le comte Dubois-Dubais, sénateur titulaire de la sénatorerie de Nîmes à S. E. le comte de Jaucourt, etc., Paris, 1814
- Mémoire pour le comte Dubois-Dubais a une lettre que lui a écrite M. C. D. B. sur l’explication qu’il a donnée de son vote dans la malheureuse affaire du roi Louis XVI, Paris, 1814
- Réponse à la pétition présentée à M. le commissaire du roi, par plusieurs habitants de Cambrener, à l’occasion de la réparation d’un chemin reconnu vicinal, Paris, 1815
- Observation justificative sur les votes conditionnels dans la malheureuse affaire du roi Louis XVI, Paris 1816

## Titres
- Comte Dubois-Dubais et de l'Empire (lettres patentes du 20 juillet 1808, Bayonne) ;

## Distinctions
- Légion d'honneur :
  - Légionnaire (9 vendémiaire an XII : 2 octobre 1803), puis,
  - Commandant de la Légion d'honneur (25 prairial an XII : 14 juin 1804).

## Armoiries
| Figure | Blasonnement |
|        | Armes du comte Dubois-Dubais et de l'Empire D'or, au griffon de sable, armé, onglé, lampassé de gueules ; quartier des comtes-sénateurs. - Livrées : gris, rouge et jaune. |

### Sources
: document utilisé comme source pour la rédaction de cet article.
- « Dubois-Dubais (Louis-Thibaut, comte) », dans Adolphe Robert et Gaston Cougny, Dictionnaire des parlementaires français, Edgar Bourloton, 1889-1891 [détail de l’édition] [texte sur Sycomore], tome 2, de Dubois à Dubourg-Lancelot, p. 425-427 ;

Pour approfondir
- H. de Jailly, « Dubois du Bais (Louis-Thibault, comte) », dans A. Lievyns, Jean Maurice Verdot, Pierre Bégat, Fastes de la Légion d'honneur, biographie de tous les décorés accompagnée de l'histoire législative et réglementaire de l'ordre, vol. II, 1844 [détail de l’édition] (BNF 37273876, lire en ligne), p. 287 lire en ligne ;